# Гавіан
Гавіа́н (порт. Gavião; МФА: [gɐ.vi.ˈɐ̃w]) — муніципалітет і містечко в Португалії, в окрузі Порталегре. Розташований у центрально-східній частині країни, на теренах історичної португальської провінції Алентежу. Належить до Порталегрівсько-Каштелу-Бранківської діоцезії Католицької церкви в Португалії. Права міського самоврядування має з 1519 року. Поділяється на 4 парафії. За адміністративним поділом, чинним до 1976 року, був складовою провінції Верхнє Алентежу. Площа муніципалітету — 294,59 км², населення муніципалітету — 4132 ос. (2011); густота населення — 14,03 осіб/км²
. Патрон — Діва Марія. Святковий день муніципалітету — 23 листопада. Поштовий індекс — 6040.  Код місцевої адміністративної одиниці — 1209. Складова статистичного регіону Алентежу.

## Географія
Гавіан розташований на сході Португалії, на північному заході округу Порталегре.
Гавіан межує на півночі з муніципалітетом Масан, на сході — з муніципалітетом Ніза, на південному сході — з муніципалітетом Крату, на південному заході — з муніципалітетом Понте-де-Сор, на заході — з муніципалітетами Масан і Абрантеш.

## Історія
1519 року португальський король Мануел I надав Гавіану форал, яким визнав за поселенням статус містечка та муніципальні самоврядні права.

## Населення
| Кількість мешканців | Кількість мешканців | Кількість мешканців | Кількість мешканців | Кількість мешканців | Кількість мешканців | Кількість мешканців | Кількість мешканців | Кількість мешканців | Кількість мешканців | Кількість мешканців | Кількість мешканців | Кількість мешканців | Кількість мешканців | Кількість мешканців | Кількість мешканців |
| ------------------- | ------------------- | ------------------- | ------------------- | ------------------- | ------------------- | ------------------- | ------------------- | ------------------- | ------------------- | ------------------- | ------------------- | ------------------- | ------------------- | ------------------- | ------------------- |
| 1864                | 1878                | 1890                | 1900                | 1911                | 1920                | 1930                | 1940                | 1950                | 1960                | 1970                | 1981                | 1991                | 2001                | 2011                |                     |
| 4 922               | 5 354               | 6 086               | 6 462               | 7 578               | 8 172               | 9 168               | 10 439              | 11 023              | 10 049              | 7 730               | 6 850               | 5 920               | 4 887               | 4 132               |                     |